# Open Government Data
Open Government Data (deutsch „öffentlich zugängliche Verwaltungsdaten“) ist der Anglizismus für offene Verwaltungsdaten, also jene Datenbestände der öffentlichen Verwaltung, die im Interesse der Allgemeinheit im Sinne eines Open Government ohne jede Einschränkung frei zugänglich gemacht werden.

## Idee offener Verwaltungsdaten
Offene Verwaltungsdaten sind jene Datenbestände des öffentlichen Sektors, die von Staat und Verwaltung im Interesse der Allgemeinheit zur freien Nutzung, zur Weiterverbreitung und zur freien Weiterverwendung zugänglich gemacht werden.
Mit dieser Bezeichnung wird explizit auf den öffentlichen Sektor Bezug genommen. Zugleich schließt dies all jene Datenbestände des öffentlichen Sektors aus, deren Veröffentlichungen nicht im Interesse öffentlicher Belange liegen, die geheim gehalten werden sollen beziehungsweise die personenbezogene Daten sowie Betriebs- und Geschäftsgeheimnisse beinhalten, so dass einer Freigabe ohne Rücksprache mit den Betroffenen nicht stattgegeben werden darf.
Werden diese ausgewählten Datenbestände strukturiert und maschinenlesbar von den zuständigen Behörden proaktiv bereitgestellt, lassen sie sich durchsehen, durchsuchen, filtern, aufbereiten, überwachen und weiterverarbeiten. Konkret geht es hier etwa um Statistiken, Geodaten, Karten, Pläne, Umwelt- und Wetterdaten, Materialien der Parlamente, Ministerien und Behörden, Haushaltsdaten, Gesetze, Verordnungen, Satzungen, richterliche Entscheidungen und sonstige Veröffentlichungen.
Offene Verwaltungsdaten können über das World Wide Web miteinander vernetzt werden: Linked Open Government Data.

## Open Government Data
Setzen sich Staat und Verwaltung mit Open Data und Linked Open Data auseinander, so ist zu kritisieren, dass die bisherigen Arbeitsdefinitionen zu wenig Rücksicht auf die Besonderheiten des öffentlichen Sektors nehmen. Zur Schärfung der Begrifflichkeit muss daher ein gemeinsames Verständnis von offenen Verwaltungsdaten gefunden werden. Einen wesentlichen Impuls liefern dazu die von der Sunlight Foundation herausgegebenen 10 Prinzipien zu offenen Regierungsinformationen (Sunlight Foundation 2010). Die Zusammenstellung ist das Ergebnis einer Überarbeitung der Sebastopol-Liste (Open Data Working Group 2007), an der 30 US-amerikanische Open Government-Fürsprecher unter Leitung von Carl Malamud und Tim O’Reilly gearbeitet haben. Jedes der zehn Prinzipien beschreibt eine bestimmte Form von Offenheit für den öffentlichen Sektor (Opendata Network e. V. 2010):

- Vollständigkeit
- Primärquellen
- Zeitliche Nähe
- Leichter Zugang
- Maschinenlesbarkeit
- Diskriminierungsfreiheit
- Verwendung offener Standards
- Lizenzierung
- Dauerhaftigkeit
- Nutzungskosten

Im Sinne eines gemeinsamen, von allen geteilten Wissens sollten Behörden und Verwaltungseinheiten nicht nur ihre Rohdaten, sondern auch die auf diesen basierenden Informationen und Werke für jedermann öffnen. Eine Weiternutzung dieser Daten, Informationen und Werke wäre im Sinne der EU-Richtlinie 2003/98/EG zur Weiterverwendung von Informationen des öffentlichen Sektors sogar wünschenswert.

## Herausforderung für Deutschland: Grundlegender Paradigmenwechsel
Für eine erfolgreiche Umsetzung reicht es in Deutschland nicht aus, Konzepte zur Modernisierung von Staat und Verwaltung aus dem Ausland unverändert zu übernehmen. Die deutsche Verwaltung ist von anderen Vorstellungen, Traditionen und Kulturen im Umgang mit Öffentlichkeit und Transparenz geprägt als etwa jene angelsächsischen Staaten (USA, Kanada, Großbritannien, Australien und Neuseeland), in denen Open Data seit 2009 auf der politischen Agenda steht. Ein solcher Meinungsbildungsprozess ist für Politik und Verwaltung erforderlich, weil es nicht nur um einen pragmatischen Umgang mit vorhandenen Datenbeständen geht. Staat und Verwaltung stehen im Zeitalter von Open Government vor einem grundlegenden Paradigmenwechsel. Frei verfügbare Daten können als Instrumente verwendet werden, um Inhalte, Strukturen, Abläufe und Entscheidungsfindungsprozesse zu öffnen und diese nachhaltig zu beeinflussen. Zur erfolgreichen Bewältigung dieser Herausforderungen bedarf es in Deutschland eines dreifachen Paradigmenwechsels in Staat und Verwaltung hin zu einer neuen öffentlichen und offenen politischen und administrativen Kultur:

- Das erste Paradigma betrifft das Konzept von Öffentlichkeit und Geheimhaltung im Bezug auf Daten:
  - Altes Paradigma: Alles ist geheim, was nicht ausdrücklich als öffentlich gekennzeichnet ist.
  - Neues Paradigma: Alles ist öffentlich, was nicht ausdrücklich als geheim gekennzeichnet ist.[5]

- Das zweite Paradigma betrifft Umfang, Art und den Zeitpunkt der Veröffentlichung von Daten:
  - Altes Paradigma: Umfang und Zeitpunkt der Veröffentlichung werden von den einzelnen Behörden selbst bestimmt. Oft erfolgt eine Akteneinsicht erst nach einer Anfrage, etwa auf Grundlage des Informationsfreiheitsgesetzes des Bundes.
  - Neues Paradigma: Alle Daten, die keiner berechtigten Datenschutz- oder Sicherheitsbeschränkung unterliegen, werden proaktiv, im vollen Umfang und zeitnah veröffentlicht.[5]

- Das dritte Paradigma betrifft die Nutzungsrechte an den veröffentlichten Daten:
  - Altes Paradigma: Veröffentlichte Daten sind für den privaten Gebrauch zur Einsicht freigegeben. Alle weiteren Nutzungsrechte sind vorbehalten und können von Fall zu Fall gewährt werden.
  - Neues Paradigma: Veröffentlichte Daten sind grundsätzlich von jedermann für jegliche Zwecke, auch kommerzielle, ohne Einschränkungen kostenfrei nutzbar. Das umfasst ausdrücklich das Recht der Weiterverarbeitung und Weiterverbreitung der Daten.[5]

Ein solcher von der Open-Data-Bewegung initiierter Paradigmenwechsel bedeutet in der Tat einen grundlegenden Kulturwandel für Staat und Verwaltung. Statt der bisher geltenden Geheimhaltungsgrundsätze würden Offenheit und Transparenz gelebt und die demokratischen Kontrollrechte der Bürger gestärkt. Werden Daten, Informationen und Wissen für jedermann verfügbar gemacht, forciert dies den gesellschaftlichen Übergang hin zu einer Wissensgesellschaft. Mit der Bereitstellung von frei verfügbaren Daten in einer „Datenallmende“ und dem expliziten Recht, diese Daten nicht nur zu nutzen, sondern auch weiterzuverarbeiten und weiterzuverbreiten, kann die öffentliche Verwaltung ihren eigenen Innovationsprozess noch nachhaltiger öffnen und beschleunigen. Softwareentwickler haben die Möglichkeit, auf Basis dieser Daten eigene Angebote, Schnittstellen und Anwendungen zu entwickeln oder zu verbessern.

## Informationsweiterverwendungsgesetz (IWG) in Österreich
Offene Verwaltungsdaten (OGD) sind – nach Österreichischer Lesart – nicht personenbezogene Informationen, die von öffentlichen Stellen gesammelt, erstellt oder bezahlt wurden und freiwillig sowie kostenlos der Allgemeinheit zur Verfügung gestellt werden.
Informationen des öffentlichen Sektors (IWG) sind – im Gegensatz dazu – Dokumente öffentlicher Stellen, die nach der PSI-Richtlinie 2003/98 EG bzw. der zugehörigen Novelle 2013/37 EU bereitgestellt werden. Öffentliche Stellen können die Weiterverwendung ohne Bedingungen zulassen oder, gegebenenfalls im Rahmen einer Lizenz, Bedingungen für die Weiterverwendung festlegen. Sie müssen einen Antrag bei der Stelle einbringen, die im Besitz der erwünschten Daten ist. Die Bereitstellung kann kostenlos erfolgen, aber in begründeten Fällen auch gegen Entgelt (für Reproduktion, Bereitstellung und Weiterverbreitung verursachte Kosten).
Die PSI-Richtlinie wurde in Österreich durch das Bundesgesetz über die Weiterverwendung von Informationen öffentlicher Stellen (Informationsweiterverwendungsgesetz – IWG) in nationales Recht umgesetzt.
Im Sinne der nationalen Sichtbarkeit und Transparenz wird ein Webportal basierend auf einer zu diesem Zweck entwickelten Metadatenstruktur namens OGD Metadaten Österreich betrieben. Es nimmt als zentraler „Österreich“-Katalog die Metadaten der dezentralen Datenkataloge der Verwaltung in Österreich auf und hält diese abrufbar. Die darin bereitgestellten Datensätze beinhalten sowohl OGD als auch IWG. Das Portal ist der Single Point of Contact zum Europäischen Datenportal.

## Open-Government-Data Strategie in der Schweiz
Der Schweizerische Bundesrat hat sich in der Open-Government-Data-Strategie 2014–2018 folgende Ziele gesetzt:
- Freigabe der für OGD geeigneten Behördendaten
- Koordinierte Publikation und Bereitstellung
- Etablierung einer Open-Data-Kultur

Der Schweizerische Bundesrat hat sich in der Open-Government-Data-Strategie 2019–2023 folgende Ziele gesetzt:
- Förderung einer national koordinierten Datenpublikation
- Gewährleistung hochqualitativer Daten und Beschreibungen
- Fortsetzung des Betriebs des zentralisierten Portals opendata.swiss
- Schaffung und Nutzung eines zentralen Registers mit öffentlichen Daten
- Förderung der Datennutzung

Bund, Kantone, Gemeinden und weitere Organisationen mit einem staatlichen Auftrag veröffentlichen in der Schweiz – als eine der Maßnahmen aus der OGD-Strategie des Bundesrates – ihre offenen Daten in einem eigenen Webportal. Dieses vereint unterschiedlichste Daten- und Geodatensätze wie beispielsweise die Gemeindegrenzen der Schweiz, Bevölkerungsstatistiken, aktuelle Wetterdaten, historische Dokumente oder ein Verzeichnis der Schweizer Literatur. Das Schweizerische Bundesarchiv betreibt das Portal unter dem Namen LINDAS. Daneben gibt es weitere Bestrebungen Behördendaten als OGD zu publizieren unter opendata.swiss, welches sowohl für Nutzende, als auch publizierenden Behörden einfacher zugänglich sein soll.
Gemeinsam ist den über das Portal publizierten Datensätzen, dass sie alle kostenlos heruntergeladen und weiterverwendet werden können. Sie stehen zudem unter einheitlichen Nutzungsbedingungen zur Verfügung.

## Kompaktanalyse
Lucke und Geiger liefern folgende auf einer SWOT-Analyse basierende Kompaktanalyse zu Open Government Data:

### Nutzen
- Stärkung der Gesellschaft durch eine behutsame Öffnung von Staat und Verwaltung
- Wiederverwendung und Wiederverwertung
- Transparenz, Partizipation, Kollaboration
- Innovationsimpulse von außen
- Einbindung der kollektiven Intelligenz

### Stärken
- Intensivere Nutzung und Veredelung der Datenbestände der Behörden
- Öffnung und Vernetzung der Daten
- Meinungs- und Interessensvielfalt
- Vertrauensbildende Maßnahmen
- Beitrag zur Wirtschaftsförderung

### Schwächen
- Herausforderung eines kulturellen Wandels für die öffentliche Verwaltung
- Bedrohung bewährter Geschäftsmodelle
- Unsicherheiten beim Umgang mit Urheberrechten und Haftungspflichten
- Langwierige Standardisierungsprozesse
- Vorhandene digitale Spaltung

### Chancen
- Stärkung der aktiven Bürgerbeteiligung
- Paradigmenwechsel bedingt einen kulturellen Wandel in Staat und Verwaltung
- Modernisierung der Verwaltung in einer sich zunehmend öffnenden Welt
- Erhöhung der politischen Legitimation
- Innovationen für Bürger und Verwaltung

### Risiken
- Angriffsflächen durch eine Öffnung
- Verlust der behördlichen Deutungshoheit
- Missdeutungen und Fehlinterpretationen
- Populistische Mobilisierung der Massen
- Bereitschaft zu einer stärkeren Öffnung
- Ignoranz von Kritik und offenen Plattformen

## Beispiele
Apps, Mashups und Dienste auf Basis offener Verwaltungsdaten finden sich zum Beispiel in den webbasierten Portalen der US-amerikanischen Bundesregierung Data.gov und dem DataSF App Showcase der Stadt San Francisco. Europäische Beispiele sind Open Data Portal der EU, Open Government Data Österreich, Open Government Data Wien, Government UK und GovData (Datenportal für Deutschland für Bund, Länder und Gemeinden) Typische öffentlich zugängliche Daten sind die Umweltdaten.

## Quelle
- Jörn von Lucke und Christian P. Geiger: "Open Data Government - Frei verfügbare Daten des öffentlichen Sektors" - Gutachten zur T-City Friedrichshafen (PDF; 500 kB)